# La Demoiselle aux yeux verts
La Demoiselle aux yeux verts est un roman policier de Maurice Leblanc paru en 1927.
Le roman fut initialement publié en feuilletons quotidiens, du 8 décembre 1926 au 18 janvier 1927, dans les colonnes du Journal.

## Genèse
Maurice Leblanc conçut son projet de roman au cours de deux séjours en Auvergne : tout d'abord, à l'automne 1923 à Chamalières, puis à l'automne 1924 au Thermal-Palace de Vichy.

## Intrigue
Alors qu'il flâne dans les rues de Paris, Arsène Lupin se met subitement à suivre un homme filant une touriste anglaise aux cheveux blonds et aux yeux bleus. Plus tard, installé dans une pâtisserie du boulevard Haussmann, il remarque à une table une demoiselle aux cheveux blonds et aux yeux verts. Il ne se doute alors pas des nombreuses péripéties qui l'attendent.
Et une nouvelle fiancée en perspective.

## Résumé
Dans un Paris de la belle époque, un homme de trente-quatre ans (Arsène Lupin, mais répondant ici du nom de Raoul de Limésy) est en train de flâner dans les rues de la cité, quand il remarque un homme pommadé et élégamment vêtu qui suit une jeune Anglaise à la chevelure blonde et aux yeux bleus. Raoul emboite alors le pas du pommadé à son insu et les uns derrière les autres, tous trois traversent les rues de la ville.
L'Anglaise s'arrête finalement dans une pâtisserie du boulevard Haussmann, commande deux fois quatre toasts et du thé sans se soucier des regards.
Dans l’établissement, il n'y a pas que la jeune Anglaise qui attire l'attention, mais également une demoiselle aux cheveux blonds et aux yeux verts. 
Quelques minutes plus tard, la demoiselle aux yeux verts sort de la pâtisserie et a une altercation avec le pommadé ; quelques mots sont échangés, une voiture s'arrête, un vieil homme en sort, une canne à la main, et menace le pommadé. Une bagarre s'en serait suivi si Raoul n'était pas intervenu, une cigarette éteinte à la bouche et demandant : « Un peu de feu, s'il vous plaît ». Cela deviendra sa signature à chaque fois qu'il sera devant le pommadé.
Le vieil homme fait monter la demoiselle aux yeux verts dans sa voiture qui démarre en trombe.
Après avoir secouru la demoiselle aux yeux verts (et ce ne sera pas la dernière fois), sans même avoir appris son nom, Raoul reporte alors son attention sur l'Anglaise, la suit jusqu'à la gare, à partir de laquelle il deviendra son compagnon de voyage. À la suite d'une petite discussion, l'Anglaise s'endort cachant son visage sous une couverture de sorte que seuls ses cheveux sont visibles. Raoul s'endort à son tour, rêvant des yeux verts et des yeux bleus quand soudain trois hommes prennent en otage la voiture numéro cinq, celle précisément dans laquelle il se trouve ainsi que l'Anglaise. L'un des trois hommes agresse l'Anglaise qui se défend, l'homme prend le dessus et la frappe. Cependant quelque chose l'a effrayé, tous trois parcourent le train, et rencontrent deux personnes provocant une nouvelle bagarre... et une chose que Raoul aurait souhaité ne jamais avoir vu : les cheveux et les yeux verts de la demoiselle à la pâtisserie Haussmann.
Tant de péripéties attendent encore notre héros, avec peut-être à la clef une nouvelle fiancée.

## Accueil
Le roman, tiré à 8 000 exemplaires, paraît en librairie aux Éditions Pierre Lafitte le 29 juin 1927. Les bonnes ventes du livre entraîne une nouveau tirage à 3 000 exemplaires en juillet, puis de nouveau à 6 000 en août 1927.

## Adaptation à la télévision
- 1971 : La Demoiselle aux yeux verts, épisode 6, saison 1 de la série télévisée Arsène Lupin, réalisé par Dieter Lemmel, avec Georges Descrières dans le rôle d'Arsène Lupin